# Дженк Озкаджар
Дженк Озкаджар (тур. Cenk Özkacar, нар. 6 жовтня 2000, Ізмір) — турецький футболіст, центральний захисник іспанської «Валенсії» і національної збірної Туреччини.

## Клубна кар'єра
Народився 6 жовтня 2000 року в Ізмірі. Вихованець юнацьких команд футбольних клубів «Буджаспор», «Алтинорду» та «Алтай».
У дорослому футболі дебютував 2018 року виступами на правах оренди за третьоліговий «Караджабей». Сезон 2019–20 провів у головній команді «Алтая», після чого за майже 2 мільйони євро перейшов до французького «Ліона». За головну команду нового клубу провів лише одну гру на Кубок Франції, граючи здебільшого за його другу команду.
Сезон 2021–22 провів у Бельгії, граючи на правах оренди за «Ауд-Геверле», після чого перебрався до іспанської «Валенсії», якій трансфер турка обійшовся у 5 мільйонів євро.

## Виступи за збірні
Протягом 2019–2022 років залучався до складу молодіжної збірної Туреччини. На молодіжному рівні зіграв у 6 офіційних матчах.
2022 року дебютував в офіційних матчах у складі національної збірної Туреччини.
| Дата       | Місто     | Господарі | Результат | Гості     | Турнір                               | Голи | Примітки |
| ---------- | --------- | --------- | --------- | --------- | ------------------------------------ | ---- | -------- |
| 7-6-2022   | Вільнюс   | Литва     | 0 – 6     | Туреччина | Ліга націй УЄФА 2022-2023 - 1-й етап | -    | 76'      |
| 16-11-2022 | Діярбакир | Туреччина | 2 – 1     | Шотландія | товариський матч                     | -    |          |
| 19-11-2022 | Газіантеп | Туреччина | 2 – 1     | Чехія     | товариський матч                     | -    | 60'      |
| 8-9-2023   | Ескішехір | Туреччина | 1 – 1     | Вірменія  | Відбір до ЧЄ 2024                    | -    | 72'      |
| 12-10-2023 | Осієк     | Хорватія  | 0 – 1     | Туреччина | Відбір до ЧЄ 2024                    | -    |          |
| 15-10-2023 | Конья     | Туреччина | 4 – 0     | Латвія    | Відбір до ЧЄ 2024                    | -    |          |
| 21-11-2023 | Кардіфф   | Уельс     | 1 – 1     | Туреччина | Відбір до ЧЄ 2024                    | -    | 46'      |
| 26-3-2024  | Відень    | Австрія   | 6 – 1     | Туреччина | товариський матч                     | -    | 78'      |
| Усього     |           | Матчів    | 8         |           | Голів                                | 0    |          |